# Ryan Turnbull
Ryan Turnbull (né le 15 juillet 1977 à Mississauga) est un homme politique canadien. Il est le député de Whitby depuis 2019.

## Biographie
Un entrepreneure social, Turnbull fait le saut en politique lors des élections fédérales de 2019 avec le parti libéral. Il est alors le candidat du parti dans Whitby dans une lutte qui s'annonce serrée contre le conservateur Todd McCarthy. Il est ainsi candidat pour succéder à Celina Caesar-Chavannes, élue sous la bannière libérale en 2015, mais ayant quitté le parti entre-temps. Le soir de l'élection, il remporte l'élection dans un résultat plus favorable que prévu. Il est de nouveau candidat pour les élections de 2021.